# 피에르 웨보
피에르 아킬레스 웨보 쿠아모(프랑스어: Pierre Achille Webó Kouamo, 1982년 1월 20일 ~ )는 카메룬의 전 축구 선수이다. 포지션은 스트라이커이다.